# Biljana Topić
Biljana Topić, född den 17 oktober 1977, är en serbisk friidrottare som tävlar i tresteg.
Topić deltog vid både inomhus-VM 2008 och Olympiska sommarspelen 2008 utan att ta sig vidare till finalen. Vid såväl inomhus-EM 2009 som vid VM 2009 slutade hon på fjärde plats. 
Hon deltog vid IAAF World Athletics Final 2009 där hon blev tvåa på det nya personliga rekordet 14,56 meter.

## Personliga rekord
- Tresteg - 14,56 meter från 2009